# مبشر (اسم)
مبشر هو اسم علم مذكر من أصل عربي، ومعناه هو المفرح حامل البشري ومبلغها البشير.

## شخصيات تحمل الاسم
- مبشر الطرازي (1886 – 1977)
- مبشر بن عبد المنذر
- مبشر حسن (22 يناير 1922 – )

## وصلات خارجية
- موسوعة السلطان قابوس لأسماء العرب